# Короленко, Цезарь Петрович
Це́зарь Петро́вич Короле́нко (3 октября 1933, Брест-над-Бугом, Польша — 14 июля 2020, Новосибирск) — советский и российский психиатр, психотерапевт, доктор медицинских наук, профессор, заслуженный деятель науки Российской Федерации (2002), член-корреспондент СО РАН высшей школы[прояснить], член секции транскультуральной психиатрии Всемирной психиатрической ассоциации ВОЗ, действительный член Нью-Йоркской академии наук, почётный профессор Новосибирского государственного медицинского университета, член редколлегии журнала «Антропология и медицина» (Лондон).
Ц. П. Короленко является одним из основателей современной аддиктологии.

## Биография
Цезарь Петрович Короленко родился 3 октября 1933 года в городе Брест-над-Бугом (Польша).
С 1941 по 1943 год семья Ц. П. Короленко находилась на оккупированной территории. После прихода советских войск семья Цезаря Петровича переехала к родственникам в Новосибирск. Здесь он заканчивает школу, после окончания которой поступает на лечебный факультет Новосибирского медицинского института, который окончил в 1956 году.
С 1956 по 1958 год Ц. П. Короленко был клиническим ординатором, с 1958 по 1961 год аспирантом, с 1961 по 1964 год работал ассистентом кафедры психиатрии Новосибирского медицинского института. В 1962 году Ц. П. Короленко защищает кандидатскую диссертацию на тему «Материалы клиники и патогенеза алкогольного делирия», в 1966 году защитил докторскую диссертацию на тему «Материалы клиники и патогенеза алкоголизма и алкогольных психозов». В 1968 году ему было присвоено звание профессора.
Интерес к психиатрии и психологии у Ц. П. Короленко возник после окончания вуза, когда он пришёл работать на кафедру психиатрии и наркологии Новосибирского медицинского института, которую на тот момент возглавлял профессор М. А. Гольденберг. После смерти М. А. Гольденберга в 1964 году Ц. П. Короленко возглавил кафедру, которой руководил до 2006 года.
Жил и работал в Новосибирске.
Скончался 14 июля 2020 года на 87-м году жизни от коронавирусной инфекции. Похоронен на Заельцовском кладбище Новосибирска (квартал 103).

## Основные этапы научной деятельности
На начальном этапе научной деятельности занимался исследованием проблемы алкогольных расстройств, клиники и патогенеза алкоголизма и алкогольных психозов, что привело к формированию концепции об аддиктивных расстройствах. Сам термин аддиктивные расстройства был впервые в России (тогда СССР) предложен Короленко Ц. П. в начале 70-х годов.
Один из основателей современной аддиктологии. Создал школу психиатров, работающих в этой области и защитивших более 50 кандидатских и докторских диссертаций. В 2001 году предложил первую в России классификацию нехимических аддикций.
Ц. П. Короленко — автор 25 монографий и более 300 научных публикаций. Одна из статей, написанная Ц. П. Короленко (в соавторстве с Диковским) в советский период, не смогла выйти на родине ввиду существовавшего в советской психиатрии партийно-идеологического прессинга. Диктат органов советской власти ограничивал возможности анализа и описания алкоголизма даже с жёстко биологической точки зрения, вследствие чего статью, предлагавшую классификацию алкоголизма на основе выделения форм с психологической и физической зависимостью, авторы были вынуждены опубликовать в Югославии, где социалистический строй был более либеральным.
Профессор Ц. П. Короленко участвовал с докладами во многих всемирных конгрессах по психиатрии и наркологии (Монреаль, Ванкувер, Торонто, Андорра, Квебек-Сити, Варшава и др.). Знает несколько иностранных языков: английский, немецкий, польский и венгерский.
По итогам голосования секции ВОЗ по транскультуральной психиатрии профессор Ц. П. Короленко занимает девятое место в международном рейтинге психиатров.

## Общественная деятельность
Цезарь Петрович Короленко участвовал в деятельности культурно-просветительской организации "Дом Польский" в Новосибирске.

## Основные публикации

### Монографии
- Банщиков В. М., Короленко Ц. П., Давыдов И. В. Общая психопатология. — М.: Московский медицинский институт им. И. М. Сеченова, 1971.
- Короленко Ц. П., Фролова Г. В. Чудо воображения (воображение в норме и патологии). — Новосибирск: Издательство «Наука», 1975.
- Короленко Ц. П., Фролова Г. В. Вселенная внутри тебя. — Новосибирск: Издательство «Наука», 1979.
- Короленко Ц. П., Завьялов В. Ю. Личность и алкоголь. — Новосибирск: Издательство «Наука», 1987.
- Короленко Ц. П., Донских Т. А. Семь путей к катастрофе. — Новосибирск: Издательство «Наука», 1990.
- Короленко Ц. П., Дмитриева Н. В. Социодинамическая психиатрия. — М.: Академический проект, 2000.
- Короленко Ц. П., Дмитриева Н. В. Психосоциальная аддиктология. — Новосибирск: Изд. НГПУ, 2001.
- Короленко Ц. П., Дмитриева Н. В. Психоанализ и психиатрия. — Новосибирск: Изд. НГПУ, 2003.
- Короленко Ц. П., Дмитриева Н. В. Личностные и диссоциативные расстройства. — Новосибирск: Изд. НГПУ, 2006.
- Короленко Ц. П., Дмитриева Н. В.,Загоруйко Е. Н. Идентичность. Развитие. Перенасыщенность. Бегство. — Новосибирск: Изд. НГПУ, 2007.
- Короленко Ц. П., Дмитриева Н. В. Психологические и психические нарушения в постсовременном мире. — Новосибирск: Изд. НГПУ, 2009.
- Короленко Ц. П., Дмитриева Н. В. Сексуальность в постсовременном мире. — Новосибирск: Изд. НГПУ, 2011.
- Короленко Ц. П., Дмитриева Н. В. Интимность. — Новосибирск: Изд. НГПУ, 2012.
- Короленко Ц. П., Дмитриева Н. В. Аддиктология: настольная книга. — М.: Институт консультирования и системных решений, 2012.
- Короленко Ц. П., Дмитриева Н. В. Аддикции в культуре отчуждения. — Новосибирск: Изд. НГПУ, 2013.
- Короленко Ц. П., Дмитриева Н. В. Проституция: психология, психотерапия. — М.: Институт консультирования и системных решений, 2013.
- Короленко Ц. П., Дмитриева Н. В. Личность в мегаполисе. Психология и психотерапия психических нарушений. — М.: Институт консультирования и системных решений, 2014.
- Короленко Ц. П., Дмитриева Н. В., Перевозкина Ю. М. Психодинамическая психотерапия девиантного поведения. — СПб., Новосибирск: Изд. СПбГИПСР, НГПУ, 2014.
- Короленко Ц. П., Дмитриева Н. В., Перевозкина Ю. М. Самоубийства: психология, психотерапия, терапия. — СПб., Новосибирск: Изд. СПбГИПСР, 2016.
- Короленко Ц. П., Дмитриева Н. В., Богачек И. С. Малоизученные психические состояния и нарушения и их коррекция с помощью ассоциативных карт. — СПб.: ГАЛАРТ+, 2017.

### Статьи
- Гольденберг М. А., Короленко Ц. П. Алкогольные психопатологические синдромы у животных в эксперименте // Невропатология и психиатрия им. С. С. Корсакова. — М., 1963. — № 12.
- Короленко Ц. П. Аддиктивное поведение. Общая характеристика и закономерности развития // Обозрение психиатрии и медицинской психологии им. В.М.Бехтерева[англ.]. — СПб.: Санкт-Петербургский научно-исследовательский психоневрологический институт, 1991. — № 1. — С. 8–15.
- Короленко Ц. П. Работоголизм — респектабельная форма аддиктивного поведения // Обозрение психиатрии и медицинской психологии им. В.М.Бехтерева[англ.]. — СПб.: Санкт-Петербургский научно-исследовательский психоневрологический институт, 1993. — № 1.
- Короленко Ц. П., Шпикс Т. А. Аддиктивные проблемы при пограничном и антисоциальном личностном расстройстве // Аддиктология. — СПб., 2005. — № 1.
- Короленко Ц. П., Шпикс Т. А. Формы женской аддиктивной зависимости в постмодернистской культуре // Обозрение психиатрии и медицинской психологии им. В.М.Бехтерева[англ.]. — СПб.: Санкт-Петербургский научно-исследовательский психоневрологический институт, 2012. — № 1. — С. 7–12. — ISSN 0762-7475.
- Короленко Ц. П., Шпикс Т. А. Сексуальная флюидность у пациенток с пограничной личностной организацией // Обозрение психиатрии и медицинской психологии им. В.М.Бехтерева[англ.]. — СПб.: Санкт-Петербургский научно-исследовательский психоневрологический институт, 2012. — № 2. — С. 94–97. — ISSN 0762-7475.
- Короленко Ц. П., Шпикс Т. А. Психосоциальные факторы аддиктивных расстройств в различных культурах // Неврологический вестник имени В. М. Бехтерева. — Казань: Казанский государственный медицинский университет, 2014. — № 1. — С. 80–85. — ISSN 1027-4898.
- Короленко Ц. П., Шпикс Т. А. Психофизиологические механизмы и структура аддиктивных нарушений // Неврологический вестник имени В. М. Бехтерева. — Казань: Казанский государственный медицинский университет, 2014. — № 2. — С. 13–19. — ISSN 1027-4898.
- Короленко Ц. П., Шпикс Т. А. Анализ вариантов импульсивности  и их последствий в структуре личности // Неврологический вестник имени В. М. Бехтерева. — Казань: Казанский государственный медицинский университет, 2015. — № 2. — С. 30–33. — ISSN 1027-4898.
- Короленко Ц. П., Шпикс Т. А. Психология и психиатрия спектральных психологических состояний и психических нарушений. Пограничный спектр // Неврологический вестник имени В. М. Бехтерева. — Казань: Казанский государственный медицинский университет, 2015. — № 3. — С. 99–101. — ISSN 1027-4898.
- Короленко Ц. П., Шпикс Т. А. Постпсихиатрия: новые пути оценки и диагноза психических нарушений // Неврологический вестник имени В. М. Бехтерева. — Казань: Казанский государственный медицинский университет, 2016. — № 4. — С. 61–63. — ISSN 1027-4898.